# Karen Fukuhara
Karen Fukuhara, född 10 februari 1992 i Los Angeles, är en japansk-amerikansk skådespelare.
Fukuhara har bland annat medverkat i TV-serierna She-Ra och prinsessrebellerna (2018–2020), Kipo and the Age of Wonderbeasts från 2020 och The Boys (2019–2023). Hon har även medverkat i filmen Suicide Squad från 2016.

## Filmografi (i urval)
- 2016: Suicide Squad
- 2018-2020: She-Ra och prinsessrebellerna
- 2020: Kipo and the Age of Wonderbeasts
- 2021: Superhost